# 春日井薫
春日井 薫（かすがい かおる、1900年1月26日 - 1981年2月10日）は、昭和期の日本の経済学者・教育学者。専門は金融論。学位は、商学博士（明治大学・1939年）。元明治大学マンドリン倶楽部部長。元明治大学総長。

## 経歴
1900年、愛知県西加茂郡小原村上仁木（豊田市小原大倉町）生まれ。1921年、明治大学専門部商科を卒業。1923から1926年までアメリカ、イギリスに留学した。
1928年、明治大学商学部教授に就任。1939年、学位論文『英國に於ける兌換銀行券發行の原則論議の研究』を明治大学に提出して商学博士号を取得。1949年 より明治大学商学部長。1951年、明治大学学長に就任。1970年からは明治大学総長。1959～1969年には「駿台体育会」会長をつとめるなど、大学活動の振興のために大学組織にも積極的に関わった。1972年、明治大学を退職して名誉教授・名誉顧問となった。1981年、急性心不全のため東京都世田谷区の自宅で死去。墓所は多磨霊園。

## 受賞・栄典
- 1970年：勲二等旭日重光章[5]
- 1981年：叙正四位[5]

## 研究内容・業績
- 明治大学図書館には現在、春日井薫の蔵書がコレクションとして収められている。古典学派前後を中心とする金融関係の洋書が中心となっている。
- 門下生には原正彦（明治大学名誉教授）や清水義汎（明治大学名誉教授）などがおり、金融・証券分野で活躍した経済学者を多く育てた。
- 三島由紀夫追悼集会を起源とした憂国忌発起人の一人でもあった。

## 家族・親族
- 息子：春日井敬[6](J・R・コモンズの『集団行動の経済学』を共訳している)

## 著書

### 単著
- 『起業金融論』（文雅堂、1923年）
- 『佛蘭西の金融組織』（文雅堂、1927年）
- 『貨幣金融及物價の史的研究』（文雅堂、1928年）
- 『英國の銀行及金融』（文雅堂、1928年）
- 『國際金融各論』（文雅堂、1929年）
- 『貨幣學説研究』（文雅堂、1929-1930年）
- 『貨幣論講義』（文雅堂、1929年）
- 『貨幣及金融原理』（文雅堂、1933年）
- 『最近の銀行問題』（文雅堂、1933年）
- 『金本位通貨論』（文雅堂、1934年）
- 『不換紙幣通貨論』（文雅堂、1934年）
- 『米国金融制度の特殊問題』（文雅堂、1935年）
- 『金融組織及金利問題』（文雅堂、1936年）
- 『銀行組織及業務問題』（文雅堂、1936年）
- 『國際金融』（文雅堂書店、1938年）
- 『戰時の金融と通貨』（文雅堂書店、1941年）
- 『インフレーション理論』（文雅堂書店、1942年）
- 『景気の変動』（新銭社、1971年）
- 『お金と物価』（新銭社、1972年）
- 『会社経営と分析』（新銭社、1973年）

### 共著
- 一泉知永『金融論』（文雅堂書店、1963年）

### 訳書
- J・R・コモンズ『集団行動の経済学』（春日井敬との共訳、文雅堂書店、1958年）
- W・C・ミッチェル『景気循環』（文雅堂、1961-1965年）
- W・C・ミッチェル『経済理論の諸型態』（文雅堂銀行研究社、1971-1981年）